# Notocosa bellicosa
Genre
Espèce
Synonymes
- Lycosa bellicosa Goyen, 1888

Notocosa bellicosa, unique représentant du genre Notocosa, est une espèce d'araignées aranéomorphes de la famille des Lycosidae.

## Distribution
Cette espèce est endémique de Nouvelle-Zélande. Elle se rencontre dans l'île du Sud.

## Description
Le mâle décrit par Vink en 2002 mesure 9,8 mm et la femelle 9,5 mm.

## Publications originales
- Goyen, 1888 : Descriptions of new species of New Zealand Araneae. Transactions and Proceedings of the New Zealand Institute, vol. 20, p. 133-139.
- Vink, 2002 : Lycosidae (Arachnida: Araneae). Fauna of New Zealand, vol. 44, p. 1-94 (texte intégral).